# Microdon grageti
Microdon grageti är en tvåvingeart som beskrevs av Meijere 1908. Microdon grageti ingår i släktet myrblomflugor, och familjen blomflugor. Inga underarter finns listade i Catalogue of Life.